# East Bank, Zapadna Virginia
East Bank je grad američkoj saveznoj državi Zapadnoj Virginiji. Grad upravo pripada okrugu Kanawha.

## Stanovništvo
Prema popisu stanovništva iz 2000. godine grad je imao 933 stanovnika, 
, 373 domaćinstava, i 276 obitelji. Prosječna gustoća naseljenosti je 756 stan./km²
Prema rasnoj podjeli u gradu živi najviše bijelaca 98,82%, afroamerikanaca ima 0,96%, azijata 0,11%, izjašnjeni kao dvije ili više rasa 0,11%. Od ukupnoga ima stanovnika njih 0,11% stanovništva su latinoamerikanci ili hispanjolci.